# تناکولوم

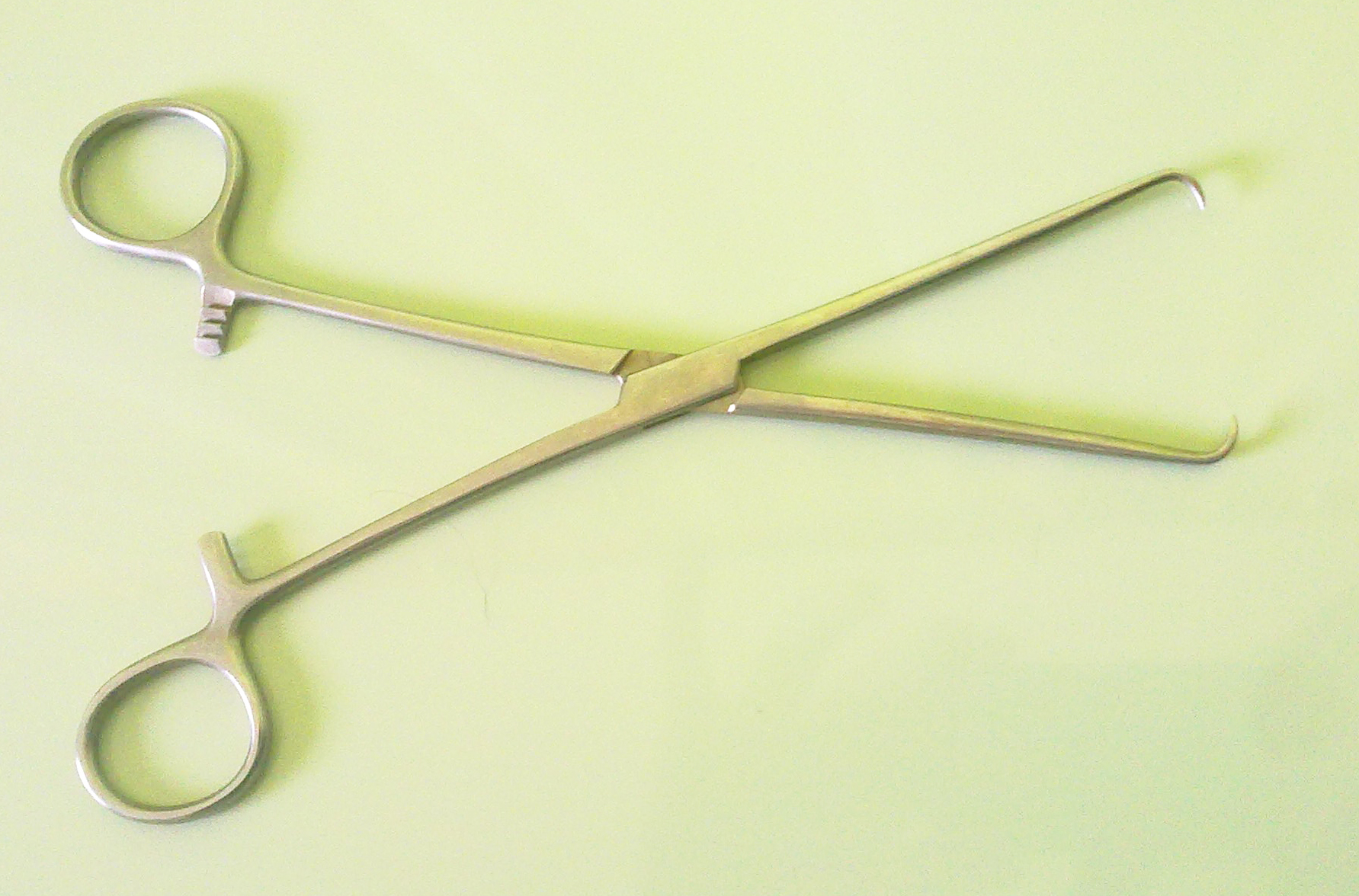
تناکولوم

تناکولوم (به انگلیسی: Tenaculum) ابزاری جراحی بوده که بیش‌تر به عنوان یک نوع از فورسپس طبقه‌بندی می‌گردد. تناکولوم شامل یک قلاب تیز، بلند، باریک و متصل به یک دسته است که به‌طور عمده در اعمال جراحی برای گرفتن و نگه داشتن بخش‌هایی بمانند رگ‌های خونی استفاده می‌گردد.

در انواع ساده، دوشاخ و چند شاخ یافت می‌گردد.

## کاربرد
- جهت گرفتن سرویکس و ایجاد کشش در طول رحم و در اعمال جراحی اورولوژی و ژنیکولوژی کاربرد دارد.[۱]
- جهت جلوگیری ازحرکت دهانه رحم در هنگام قرار دادن آی یو دی (ابزار درون‌زهدانی) در درون رحم.
- گرفتن و نگه داشتن شریان‌ها در روش‌های مختلف جراحی.[۲]

## نام‌های دیگر
Adair - Barrett- Braun

## نگارخانه

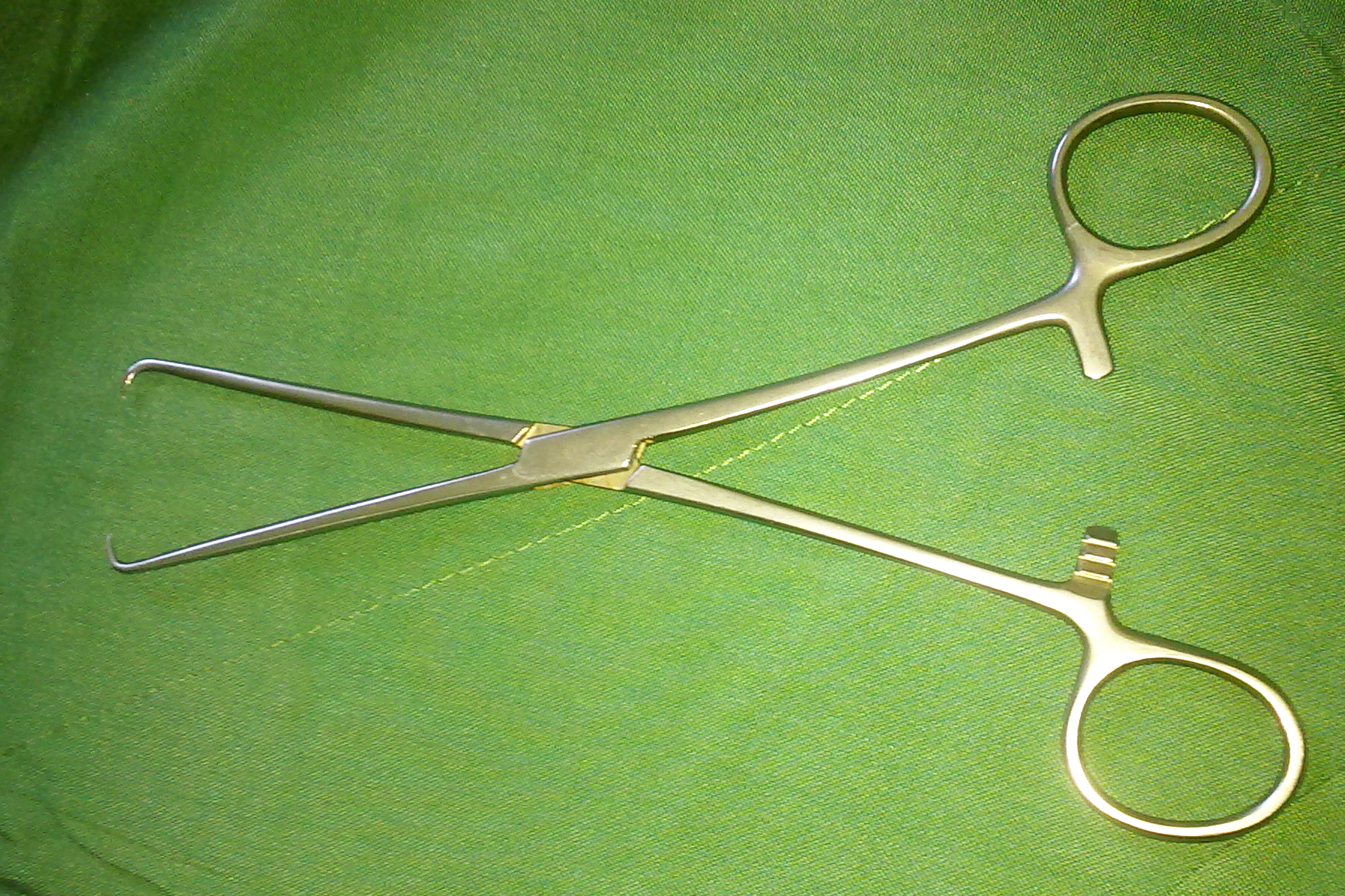
تناکولوم ساده
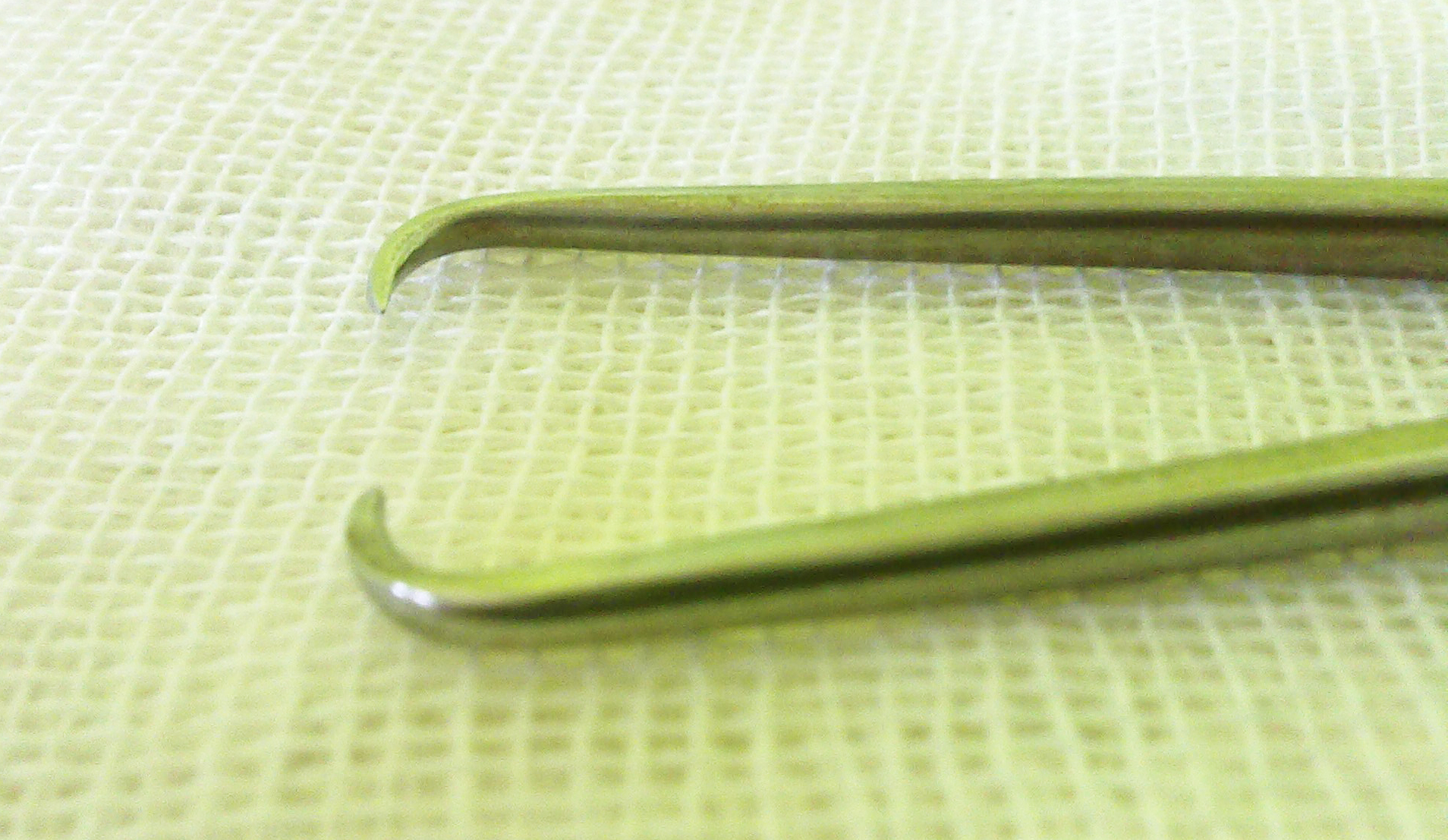
دهانه تیز تناکولوم
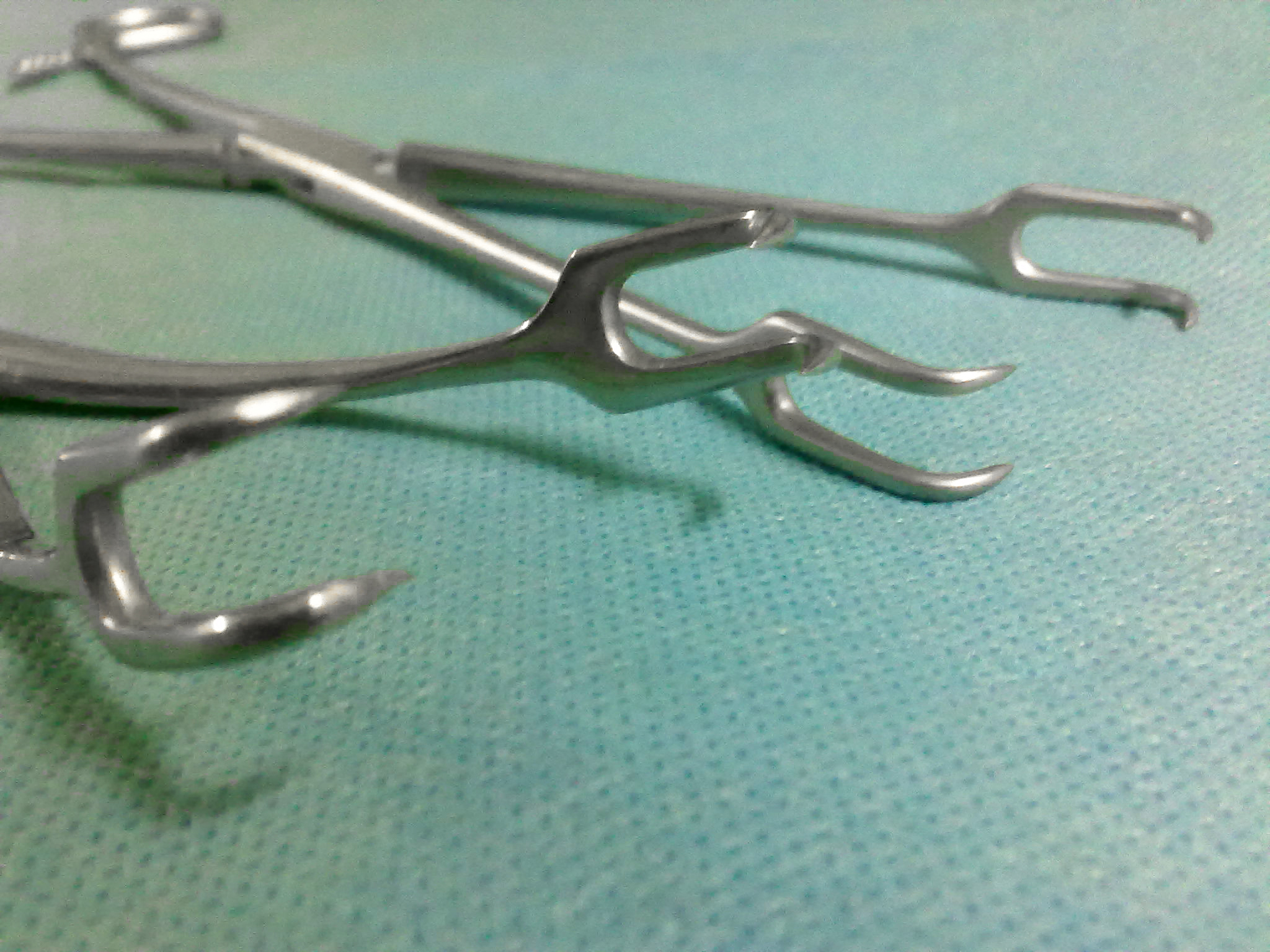
تناکولوم دو شاخ
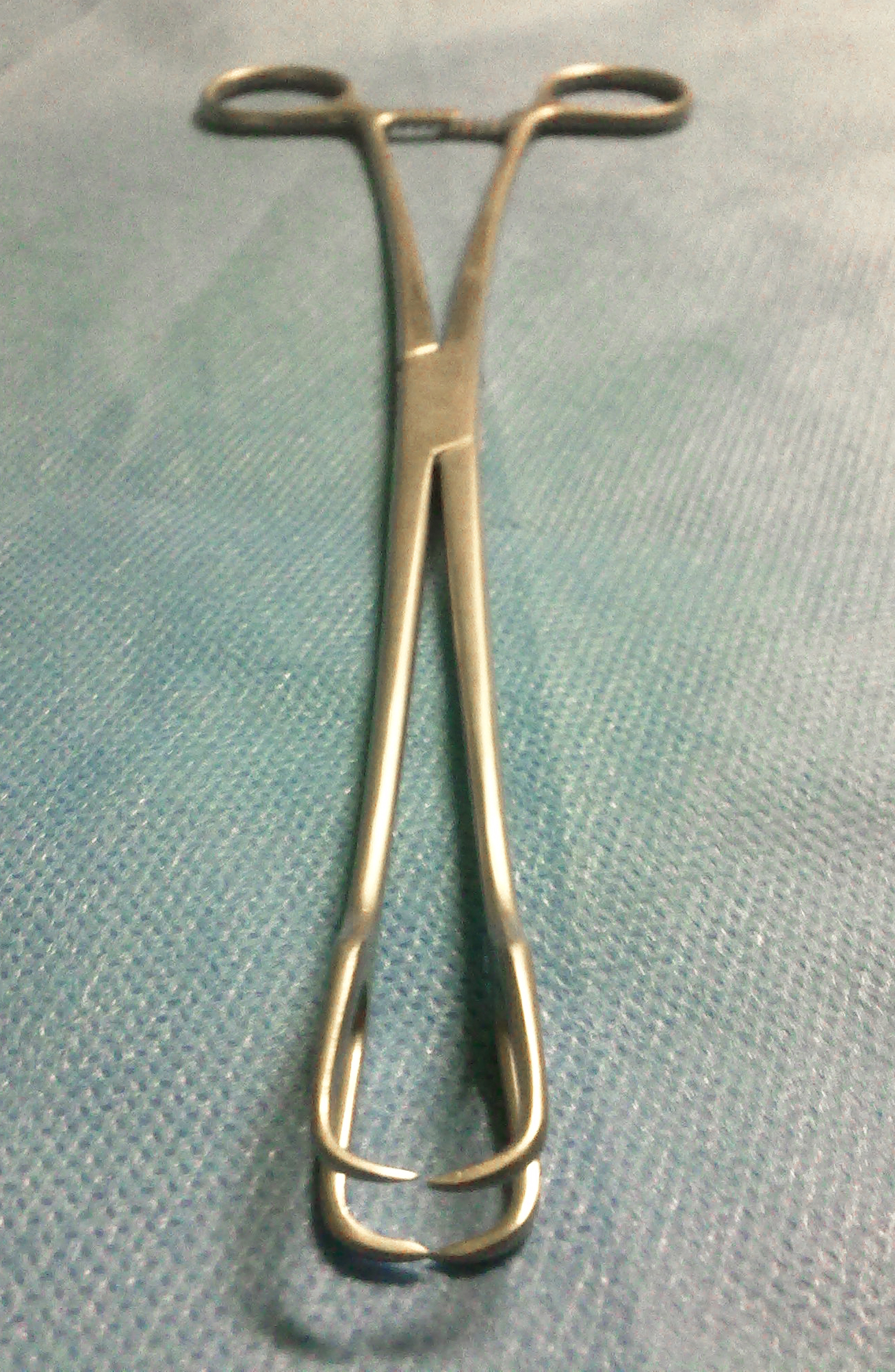
تناکولوم دو شاخ